# Девід Гессер
Девід Гессер (англ. David Hesser, 1 січня 1884 — 13 лютого 1908) — американський плавець і ватерполіст.
Олімпійський чемпіон 1904 року.